# Venosa
Venosa (Vënósë in dialetto lucano) è un comune italiano di 10 614 abitanti della provincia di Potenza in Basilicata.
Nota anche come "città oraziana" per aver dato i natali al poeta latino Orazio, è situata nell'area del Vulture-Melfese.

## Geografia fisica
Venosa è ubicata nel nord-est della Basilicata su un altopiano compreso tra due valli ed è circondata da una rigogliosa vegetazione e da numerose alture. L'escursione altimetrica del territorio venosino varia dai 177 m s.l.m. agli 813 m s.l.m., gran parte del centro cittadino però sorge a una quota variabile tra i 400 m s.l.m. e i 430 m s.l.m. La casa municipale si trova a un'altitudine di 415 m s.l.m..

### Clima
Il clima è di tipo temperato-sublitoraneo con estati calde e secche e inverni piuttosto freddi e umidi. Non è raro superare i 40 °C in estate e andare al di sotto dello zero in inverno. La media pluviometrica si aggira intorno ai 700 mm annui, con i picchi precipitativi nel periodo autunnale e invernale. I mesi estivi, invece, sono quelli più secchi.
La neve fa la sua comparsa ogni inverno con una media di 20 cm/anno circa.

## Storia

### Preistoria
Il sito archeologico di Notarchirico ha restituito reperti paleolitici faunistici e litici, oltre ad un fossile di femore di un adolescente della specie Homo heidelbergensis vissuto intorno a 630 000 anni dal presente, riferibili alla cultura acheuleana, tra le più antiche evidenze riferibili a questa cultura in Europa.
Resti di una necropoli neolitica, trovata in località Toppo d'Aguzzo a Rapolla nelle vicinanze del territorio venosino, certificano la presenza umana nel territorio di Venosa sin dai tempi della preistoria. 

### Antichità

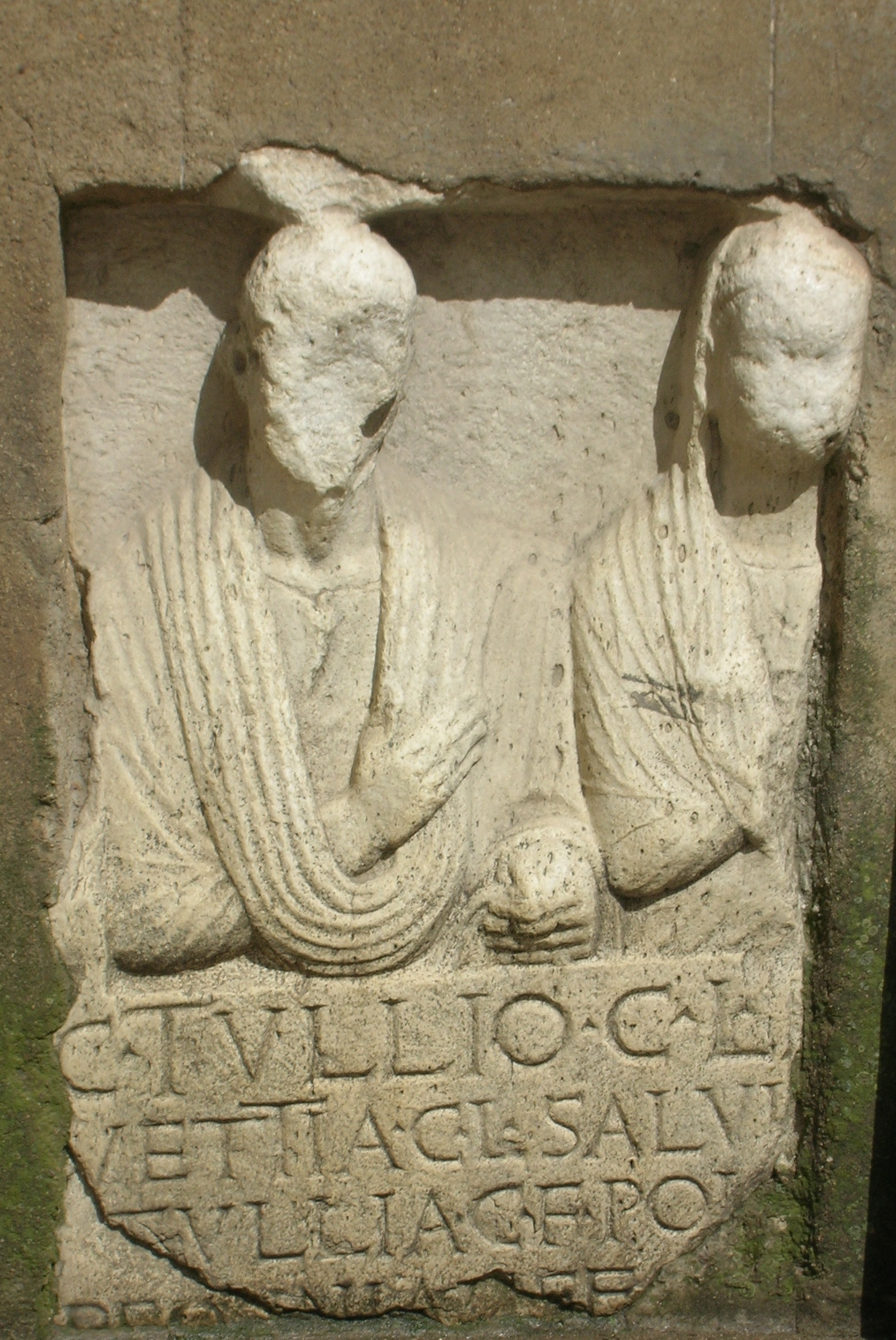
Iscrizione funeraria del I sec. d.C., relativa alla sepoltura di una coppia di liberti

La cittadina, probabilmente fondata dalle popolazioni latine, fu strappata dai Romani ai Sanniti nel 291 a.C. dal console Lucio Postumio Megello, che ne fece mi una colonia latina, ove si trasferirono circa 20 000 individui. La colonia romana Venusia fu fondata in posizione strategica tra Apulia e Lucania, allora in territorio dauno. Durante la seconda guerra punica,dopo la battaglia di Canne (216 a.C.) vi riparò il console sconfitto Gaio Terenzio Varrone.Sempre durante la seconda guerra punica, nel 208, vi morì il console Marco Claudio Marcello, attaccato da Annibale durante una ricognizione.
In seguito alla guerra annibalica la città fu ridedotta (200 a.C. ca.), con l'invio di nuovi coloni. Nel 190 a.C. la fondazione della Via Appia è occasione di forte sviluppo del centro. Durante la guerra sociale fu al fianco degli alleati italici, ma fu sottomessa da Quinto Cecilio Metello Pio e nell'89 a.C., nonostante questo, ricevette il titolo di  Municipium (città romana), ottenendo il diritto di voto e di cittadinanza per i suoi abitanti.
Con l'apporto di nuovi coloni, Venosa acquisì un grande sviluppo, data anche la sua collocazione privilegiata nella Via Appia (una delle più importanti vie di comunicazione dell'antichità), che collegava Roma a Brindisi. Nel 65 a.C., nel municipio nacque e visse la propria adolescenza Quinto Orazio Flacco, uno dei più illustri poeti dell'epoca antica, emigrato, in seguito, a Roma. Nel 43 a.C. fu oggetto di una nuova deduzione da parte dei triumviri, che ne espropriarono i terreni dell'ager publicus, ridistribuendoli tra i veterani.
Nella suddivisione amministrativa operata nel 7 d.C. dall'imperatore Augusto Venosa rientrava nella Regio II (Apulia et Calabria). Con l'età imperiale, nei primi periodi dell'avvento del Cristianesimo (intorno al 70 d.C.), si insediò a Venosa una delle prime comunità ebraiche in Italia, che riuscì a integrarsi con la popolazione locale. Una testimonianza di tale convivenza è la collina della Maddalena, in cui sono collocate nelle sue cavità sia sepolture semite sia cristiane. Nel 114 d.C. fu aperta la via Traiana, che collegava Benevento e Brindisi ma che non toccò Venosa, portando conseguenze economiche svantaggiose per la città.
Diverse le ipotesi sull'etimologia di Venusia. Raccoglie maggior credito quella che ritiene la città fondata in onore della dea dell'amore, Venere (in latino Venus,l). Per altri, l'origine del nome è nell'abbondanza e bontà dei suoi vini (vinosa), oppure nelle vene d'acqua di cui è ricca o, ancora, nel clima ventilato (ventosa).

### Medioevo

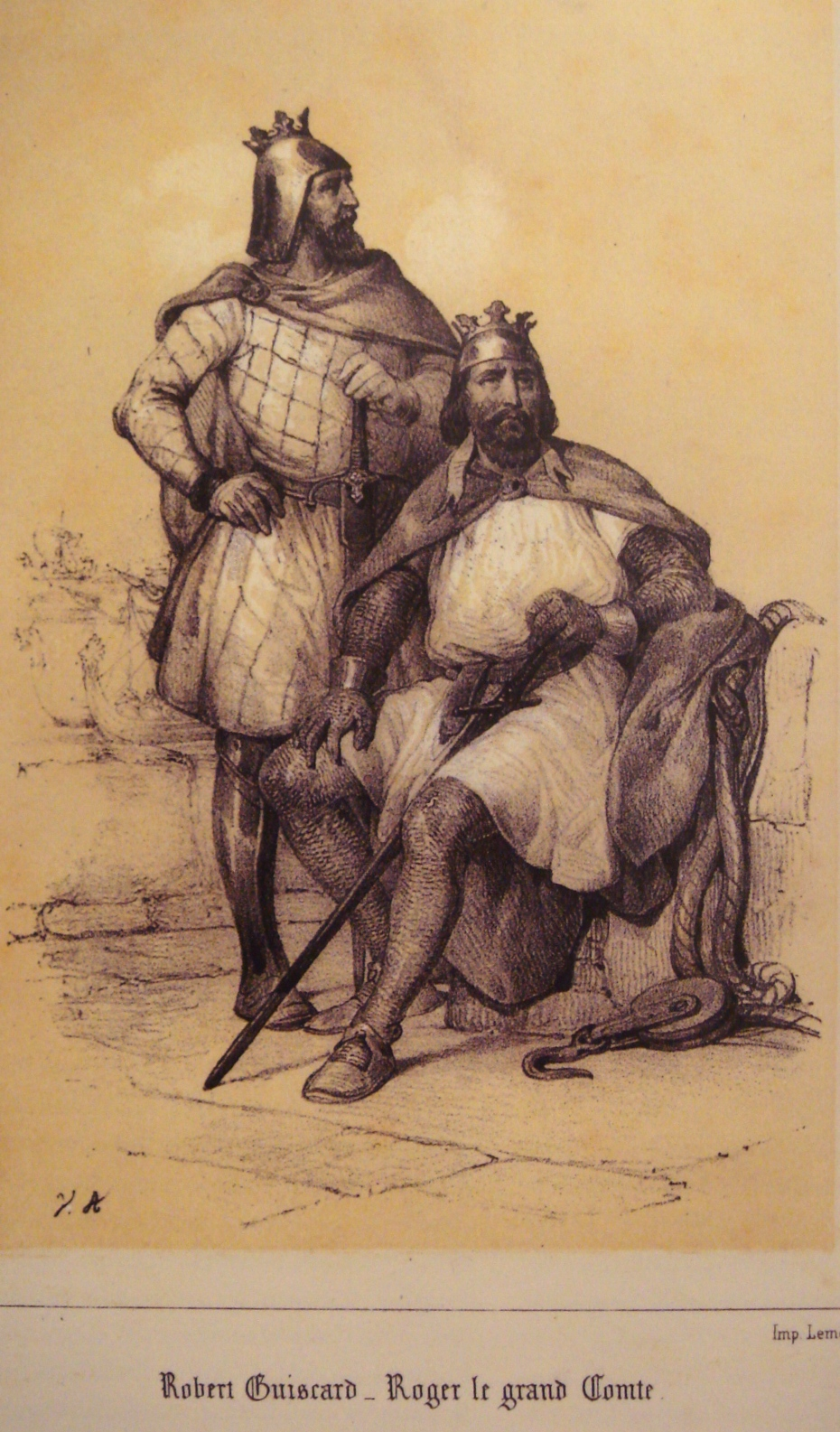
Roberto e Ruggero I d'Altavilla

Con la caduta dell'Impero romano e il conseguente avvento dell'era medievale, Venosa fu soggetta a ripetute occupazioni da parte di popolazioni barbariche dal V secolo. Nel 476 gli Eruli di Odoacre invasero la cittadina mentre gli Ostrogoti, nel 493, la trasformarono in un centro amministrativo, politico ed economico, titolo in seguito conferito ad Acerenza. Tra il 570 e il 590, i Longobardi la elessero sede di gastaldato. Successivamente la città tornò in possesso dei Bizantini, che la inserirono nel Thema Langobardia. Furono costruite chiese e monasteri di rito greco: sono da segnalare i monasteri di San Nicola di Morbano, fondato prima del 982-984, e di S. Martino, attestato per la prima volta nel 1043.
Nell'842 la città fu saccheggiata dai Saraceni, i quali, a loro volta, furono cacciati da Ludovico II, sovrano dell'Impero carolingio. Nel 1041 i Normanni di Arduino, vincendo la battaglia del fiume Olivento, conquistarono tutta la regione. Durante il dominio normanno, Venosa fu assegnata a Drogone d'Altavilla. Nel 1133 Venosa fu saccheggiata e data alle fiamme da Ruggero II di Sicilia. Con la venuta degli Svevi, Federico II fece costruire un castello, eretto in un luogo ove esisteva un fortilizio longobardo dell'XI secolo, a cui assegnerà la funzione di Tesoro del Regno (Ministero delle Finanze).
Dal 1200, il castello divenne il convento dei frati agostiniani, passato poi ai Salesiani e infine ai Padri Trinitari, che ancora oggi albergano nell'edificio. Intorno al 1177, circa lo stesso periodo dei frati agostiniani, vi era la presenza di monache nel "Monastero di San Benedetto". Nel 1232, nasce a Venosa il futuro re svevo Manfredi, figlio di Federico II e Bianca Lancia. Nel 1297 i Cavalieri di Malta istituirono il baliato della SS. Trinità di Venosa. Agli Svevi succedettero gli Angioini e nel 1304, re Carlo D'Angiò assegna Venosa con titolo comitale al figlio Roberto, detto "Il Saggio".

### Rinascimento

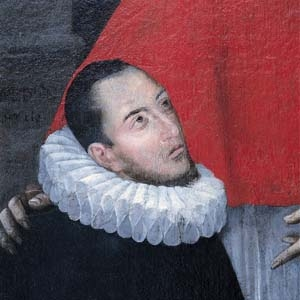
Carlo Gesualdo

Dopo un continuo avvicendarsi di signori feudali, la città fu concessa in feudo agli Orsini nel 1453. Fu portata in dote nel 1443 da Donata Orsini al duca d'Andria Pirro Del Balzo, che fece costruire il castello (dal 1460 al 1470) e la concattedrale di Sant'Andrea (di cui si conosce solo la data di terminazione, 1502, e di consacrazione, 1531).
Subì danni notevoli e alcuni morti a causa del terremoto dell'Italia centro-meridionale del 1456.
Dopo gli Angioini, il regno di Napoli passò agli Aragonesi e in seguito agli Spagnoli, sotto i quali Venosa venne infeudata alla famiglia Gesualdo, che ottennero, nel 1561, il titolo di principi di Venosa, rendendo la città un importante centro di attività culturali, intellettuali e artistiche. Fu in questo periodo che visse il principe Carlo Gesualdo, musicista tra i più prestigiosi del suo tempo ma anche tra i più discussi; si dice che il compositore si sia rifugiato nel suo feudo di Gesualdo dopo aver assassinato, a Napoli, la sua sposa (nonché cugina) Maria d'Avalos, rea di averlo tradito con il duca di Andria, Fabrizio Carafa.
In questo periodo, Venosa vide anche la nascita di alcuni importanti centri culturali: nel 1582 venne costituita l'Accademia dei Piacevoli e dei Soavi, tra i quali Luigi Tansillo, Annibale Caracciolo, Ascanio e Giacomo Cenna, Bartolomeo e Luigi Maranta, Orazio de Gervasiis, Scipione de Monti Giovanni Antonio Rossano, e nel 1612 l'Accademia dei Rinascenti, quest'ultima fondata da Emanuele Gesualdo, figlio del compositore. Nel 1589, secondo le norme del concilio di Trento, il monastero femminile "Santa Maria della Scala" fu trasferito e costruito al di fuori delle mura della città. Nel tardo Rinascimento, nacque il futuro cardinale Giovanni Battista De Luca nel 1614, il quale si trasferì per studiare a Salerno e Napoli, per poi stabilirsi a Roma, ove ricevette la nomina di cardinale dal papa Innocenzo XI. Nel 1647, Venosa prese parte alla rivolta masaniellana, guidata in Basilicata da Matteo Cristiano.
Il XVIl secolo fu caratterizzato da una notevole attività sismica, in particolare tre eventi causarono danni significativi e vittime: il primo risale al 1625 con epicentro proprio nella città, i morti furono quaranta. Particolarmente importanti furono poi gli effetti del terremoto del Sannio del 1688 e, pochi anni più tardi, del terremoto dell'Irpinia e Basilicata del 1694.

### Dal Settecento a oggi

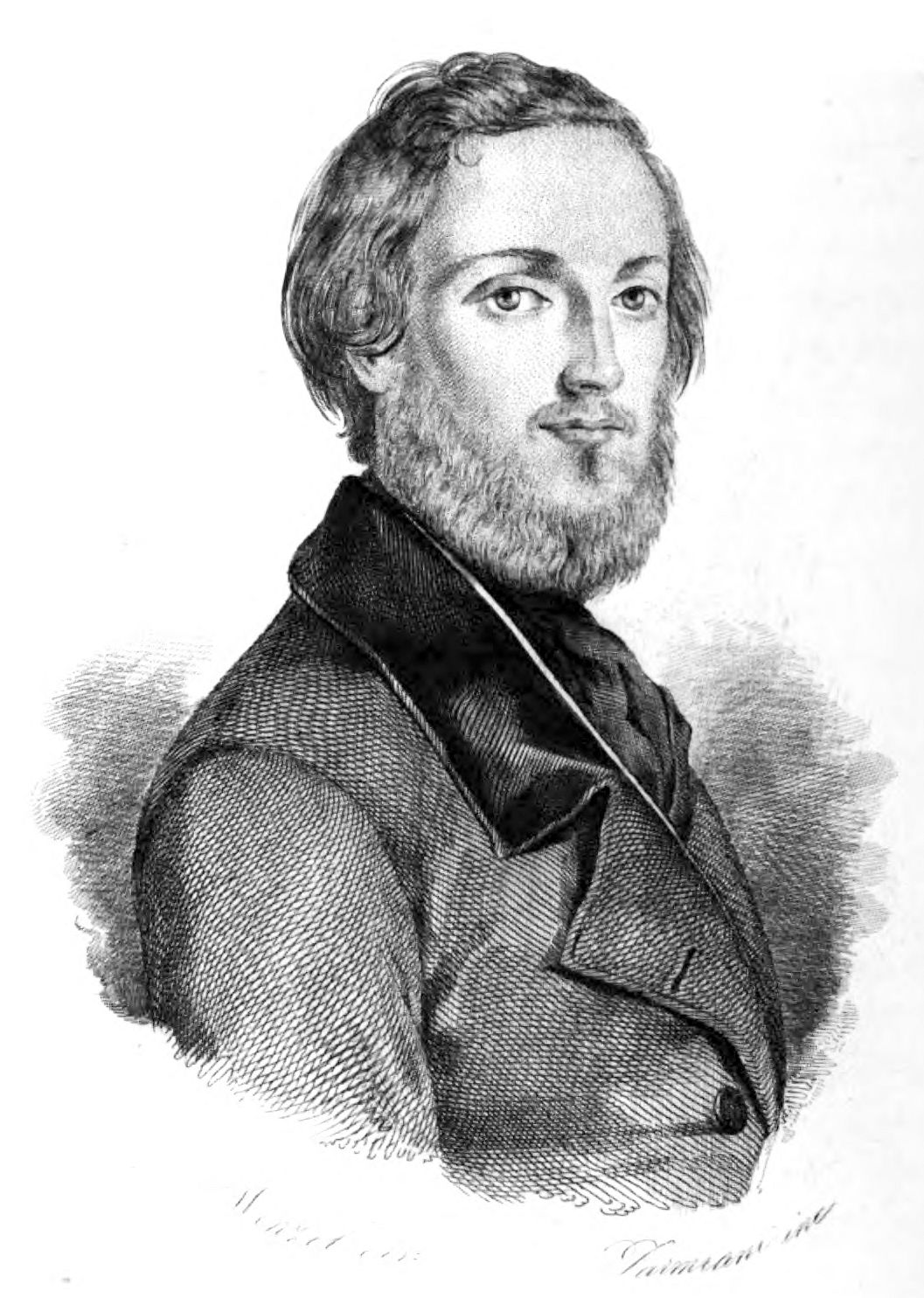
Luigi La Vista

In entrambi i secoli, il feudo di Venosa fu affidato a varie famiglie nobili, come i Ludovisi e i Caracciolo. Sul finire del Settecento, i Rapolla e altri galantuomini venosini elaborano la costituzione della municipalità repubblicana, che fu ostacolata dalle rivolte del popolo, che crearono un forte conflitto tra il ceto nobiliare e quello popolano.
Nel 1808, Venosa divenne la terza città con più possedimenti della Basilicata, dopo Melfi e Matera, oltre ad avere diritto attivo e passivo nel Parlamento Nazionale napoleonico. Nel 1820, ebbe un piccolo ruolo nelle sommosse contadine e nei moti carbonari. Durante i moti del 1848, tra i venosini si rese protagonista Luigi La Vista, giovane poeta e scrittore di sentimenti liberali, che fu ucciso il 15 maggio 1848 a Napoli da alcuni soldati svizzeri.
Tra il gennaio e il luglio del 1849, Venosa registrò probabilmente il periodo più nero della sua storia contemporanea. Si instaurò un durissimo astio tra possidenti terrieri, chi era favorevole alla cessione di quote di terre ai contadini e chi invece era contrario. Il disaccordo sfociò in una vera e propria guerra civile, aggravata da interessi politici e vendette. Il conflitto fu bruscamente represso e molte persone (in gran parte innocenti) finirono nelle segrete del Castello.
Il terremoto del Vulture del 1851 colpì con violenza la città, causando il crollo di alcuni edifici e la morte di 4 persone. Alcuni anni dopo si aggiunsero altri danni a causa del terremoto della Basilicata del 1857.
Con l'unità d'Italia, nel 1861 fu conquistata dai briganti del rionerese Carmine Crocco, i quali, dopo aver sconfitto la guarnigione della Guardia nazionale venosina, furono accolti e appoggiati dalla popolazione locale. Durante l'occupazione fu ucciso Francesco Saverio Nitti, nonno dell'omonimo meridionalista. Nel 1866, nacque a Venosa Vincenzo Tangorra, deputato del Partito Popolare e ministro del Tesoro durante il primo governo Mussolini. Nel 1889, Giustino Fortunato ricevette la cittadinanza onoraria per il suo impegno profuso nella costruzione della linea ferroviaria Rocchetta-Gioia del Colle.
Nel 1908 avvenne il passaggio dall'illuminazione a petrolio e gas a quella elettrica. Fu colpita dal terremoto del Vulture del 1930: alcune case crollarono, molte furono lesionate.
Nel 1944, nell'ultimo periodo della Seconda guerra mondiale, fu costruita una pista di volo per le truppe del 485º Gruppo da Bombardamento dell'USAAF. Fu l'unico aeroporto costruito in Basilicata nel periodo bellico.
Nel 1946, terminata la seconda guerra mondiale, il referendum istituzionale del 2 giugno registrò 3.047 voti per la monarchia e 2.959 per la repubblica. Il terremoto del 23 novembre 1980 fu avvertito in modo piuttosto intenso causando panico e danni, perlopiù lievi, a gran parte delle abitazioni. Nel 1992 si celebrò il bimillenario della morte di Orazio Flacco.

### Simboli
Lo stemma e il gonfalone sono stati concessi con decreto del presidente della Repubblica del 20 marzo 1968. Lo stemma è d'oro, al basilisco di verde.
Il gonfalone è un drappo di verde.

## Monumenti e luoghi d'interesse

### Architetture religiose

#### Complesso della Santissima Trinità

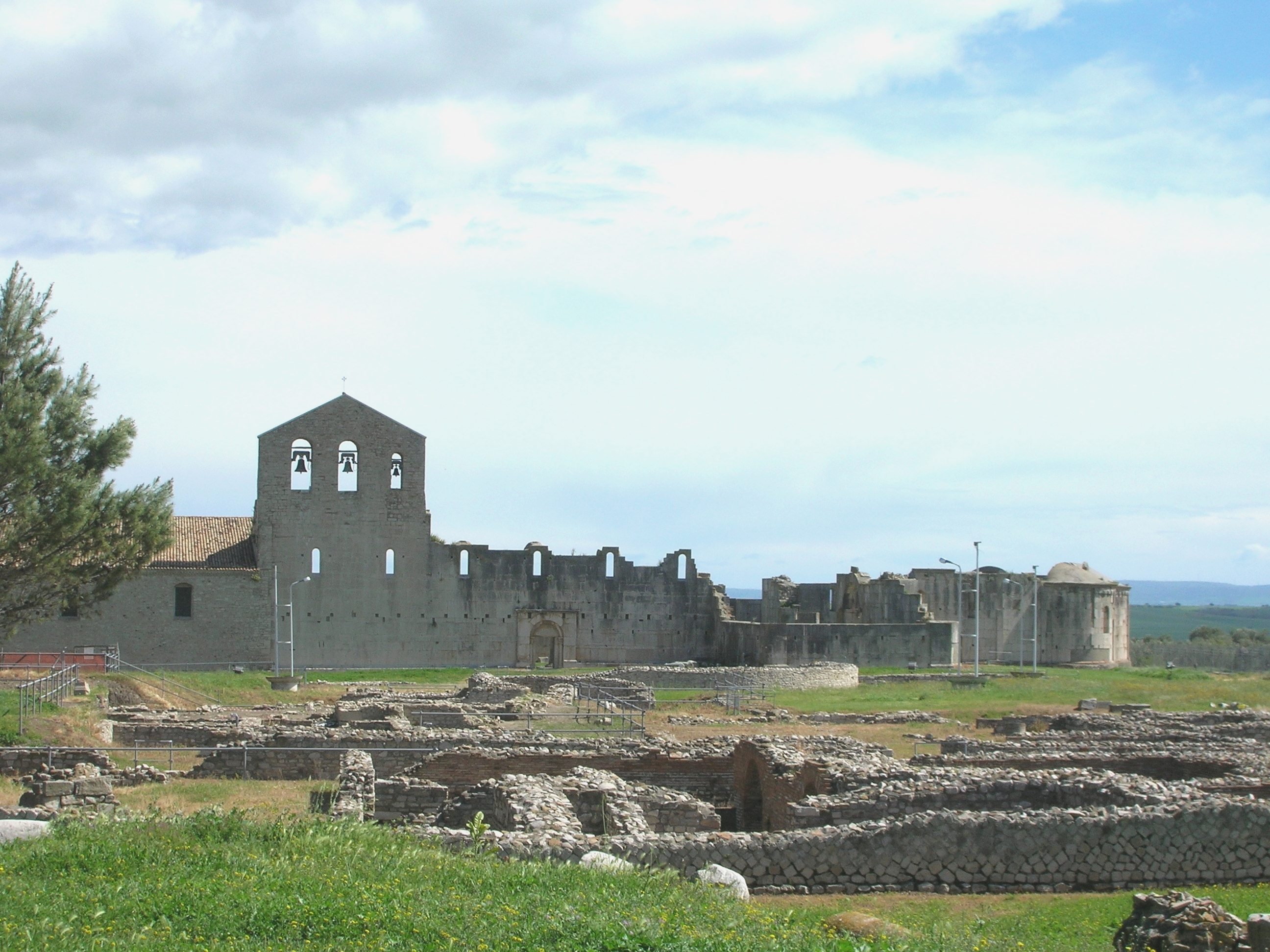
La Chiesa incompiuta

Riconosciuto monumento nazionale dal 1897. Costruito ove, in tempi remoti, esisteva un tempio pagano dedicato a Imene, il Complesso della Santissima Trinità è un'attrazione che comprende due chiese. La chiesa antica (o chiesa vecchia) risale all'epoca paleocristiana, sebbene, in seguito, fu modificata e restaurata dai Longobardi e dai Normanni. La chiesa ospita la tomba degli Altavilla e della moglie ripudiata di Roberto il Guiscardo, Aberada. La chiesa nuova (o chiesa incompiuta) fu iniziata tra l'XI e il XII secolo per ampliare quella antica, sfruttando i materiali sottratti all'anfiteatro romano, ma la sua edificazione non fu mai portata a termine.

#### Concattedrale di Sant'Andrea

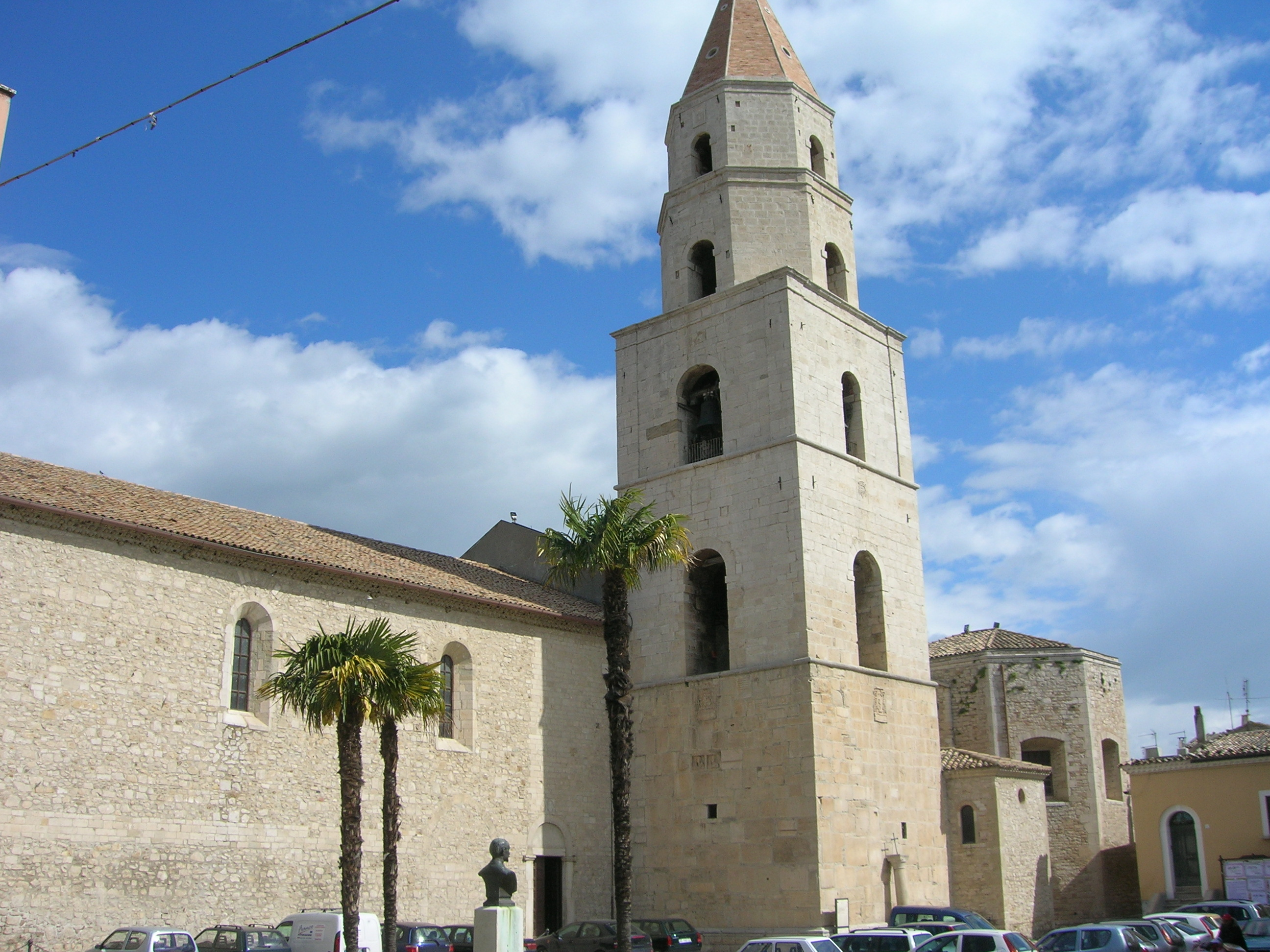
Concattedrale di Sant'Andrea

Edificata per volere di Pirro del Balzo, tra il 1470 e il 1502, fu consacrata il 13 marzo 1531. Per favorirne la costruzione, fu demolita la chiesa di San Basilio, assieme alle botteghe e alle abitazioni circostanti. L'interno del monumento è suddiviso in due piani e tre navate, adornate con archi a sesto acuto. Nella navata destra figura la Cappella del Santissimo Sacramento, decorata con un arco caratterizzato da putti, candelabri e festoni. Al piano inferiore si trova la cripta che ospita la tomba di Maria Donata Orsini, moglie di Pirro del Balzo.

#### Chiesa del Purgatorio

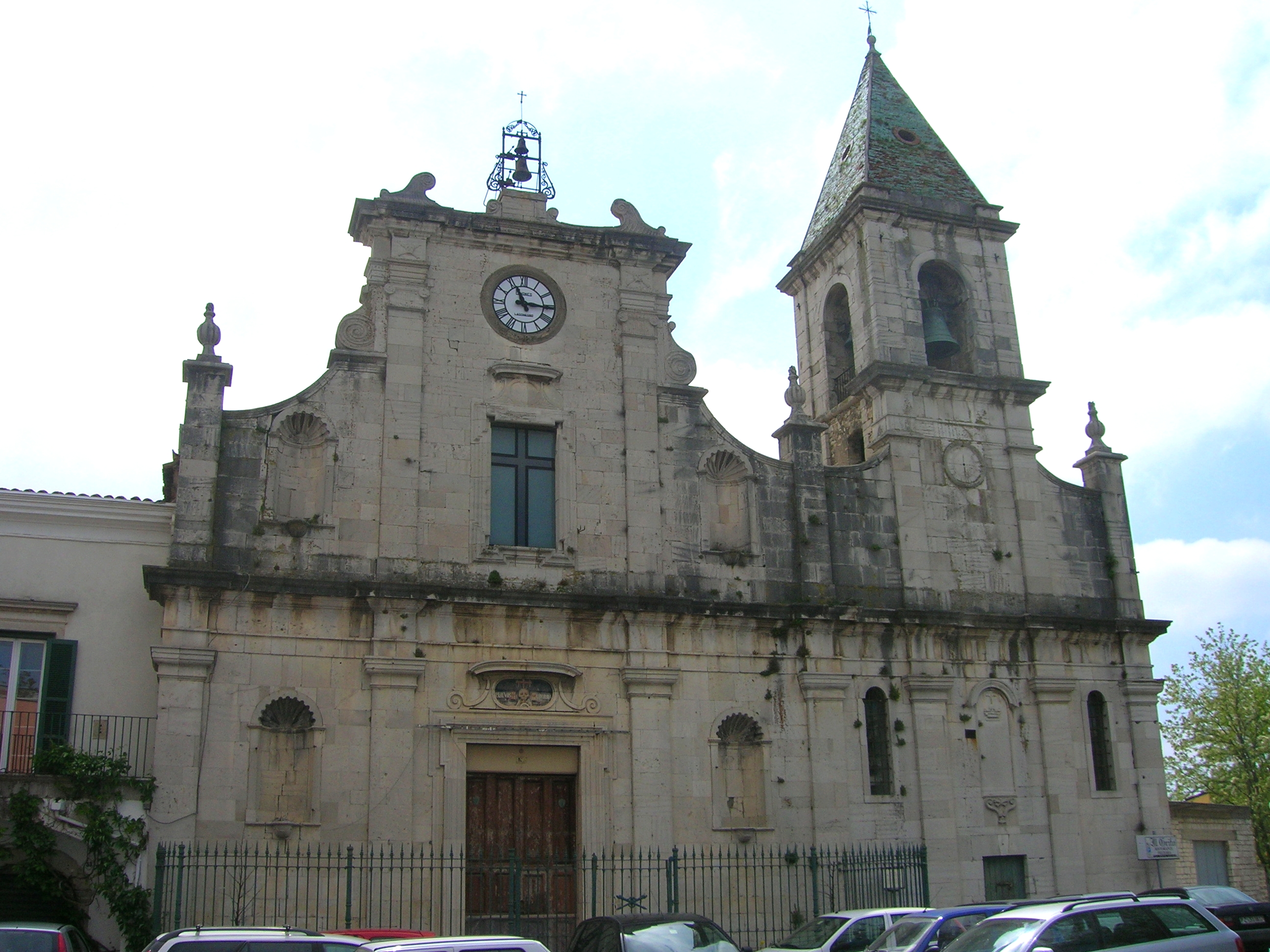
Chiesa del Purgatorio

Costruzione in stile barocco e chiamata anche "chiesa di San Filippo Neri", fu innalzata nel 1679 per volere dei "Confratelli del Monte dei Morti", i quali diedero anche il sostegno economico per la sua edificazione. Sul portale d'ingresso si trova un'incisione ove è scritta una frase del poeta Orazio, Pulvis et umbra. Si suppone che abbia partecipato al progetto un architetto di Roma mandato dal cardinale Giovanni Battista De Luca. Al suo interno vi sono un polittico del seicento di autore ignoto, raffigurante la creazione del mondo e tele di Carlo Maratta del XVIII secolo.

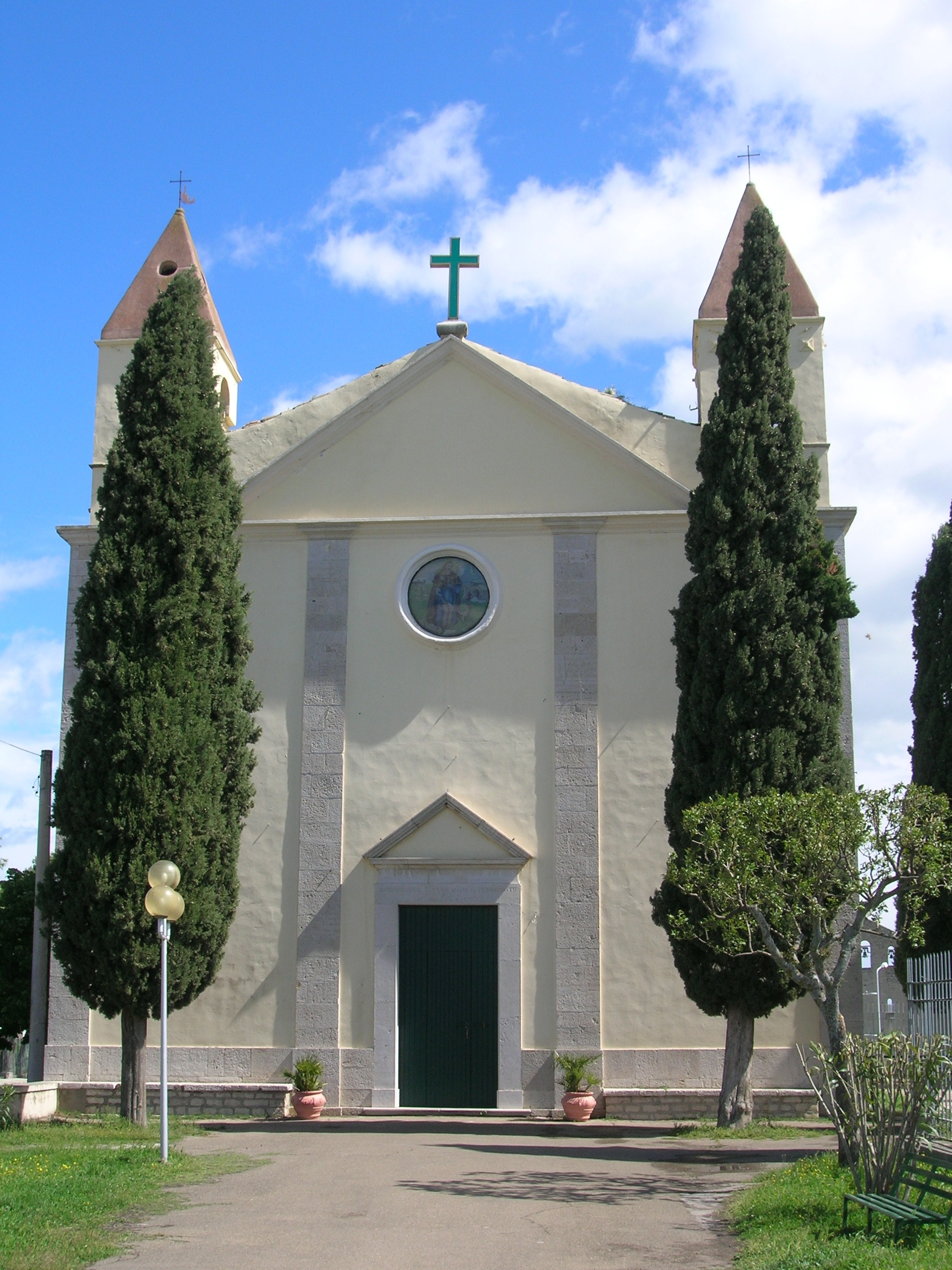
Chiesa di San Rocco

#### Altre chiese
- Chiesa di Santa Maria della Scala: innalzata nel 1589 per opera del vescovo Rodolfo da Tussignano e fino al 1868 ospitava quaranta monache cistercensi. La chiesa conserva le reliquie di San Teodoro.
- Chiesa di San Martino: di origine medievale (antecedente al 1043), è situata in un vicolo della parte antica di Venosa.
- Chiesa di San Domenico: fu costruita nel 1348, la chiesa conserva l'annesso convento che si estendeva col giardino fino a piazza Orazio. Appartenuta alla famiglia Rapolla e adiacente all'omonimo Palazzo Rapolla in via S. Domenico.
- Chiesa di San Rocco: fu costruita nel 1501, dopo una pestilenza che infestò la città, in onore di san Rocco, patrono di Venosa, che avrebbe protetto la città dalla peste.
- Chiesa di San Biagio: monumento rinascimentale che presenta i medaglioni laterali raffiguranti lo stemma di Pirro del Balzo e lo stemma dei principi Ludovisi.
- Chiesa di San Giovanni Battista: costruita intorno al 1500, conserva la statua di Sant'Antonio, festeggiato il 13 giugno.
- Chiesa della Madonna delle Grazie: edificata nel XVI sec. con l'annesso convento. Completamente restaurata con i fondi del Giubileo 2000.[25]
- Chiesa di San Michele Arcangelo
- Chiesa evangelica metodista: fondata durante il movimento protestante durante il Risorgimento e alle origini presente in Venosa con una scuola e poi con un edificio per il culto. Terminato il tempo del conflitto religioso, oggi è una chiesa evangelica ben inserita nella città e impegnata in campo sociale.

### Architetture civili

#### Palazzi

##### Palazzo Calvini

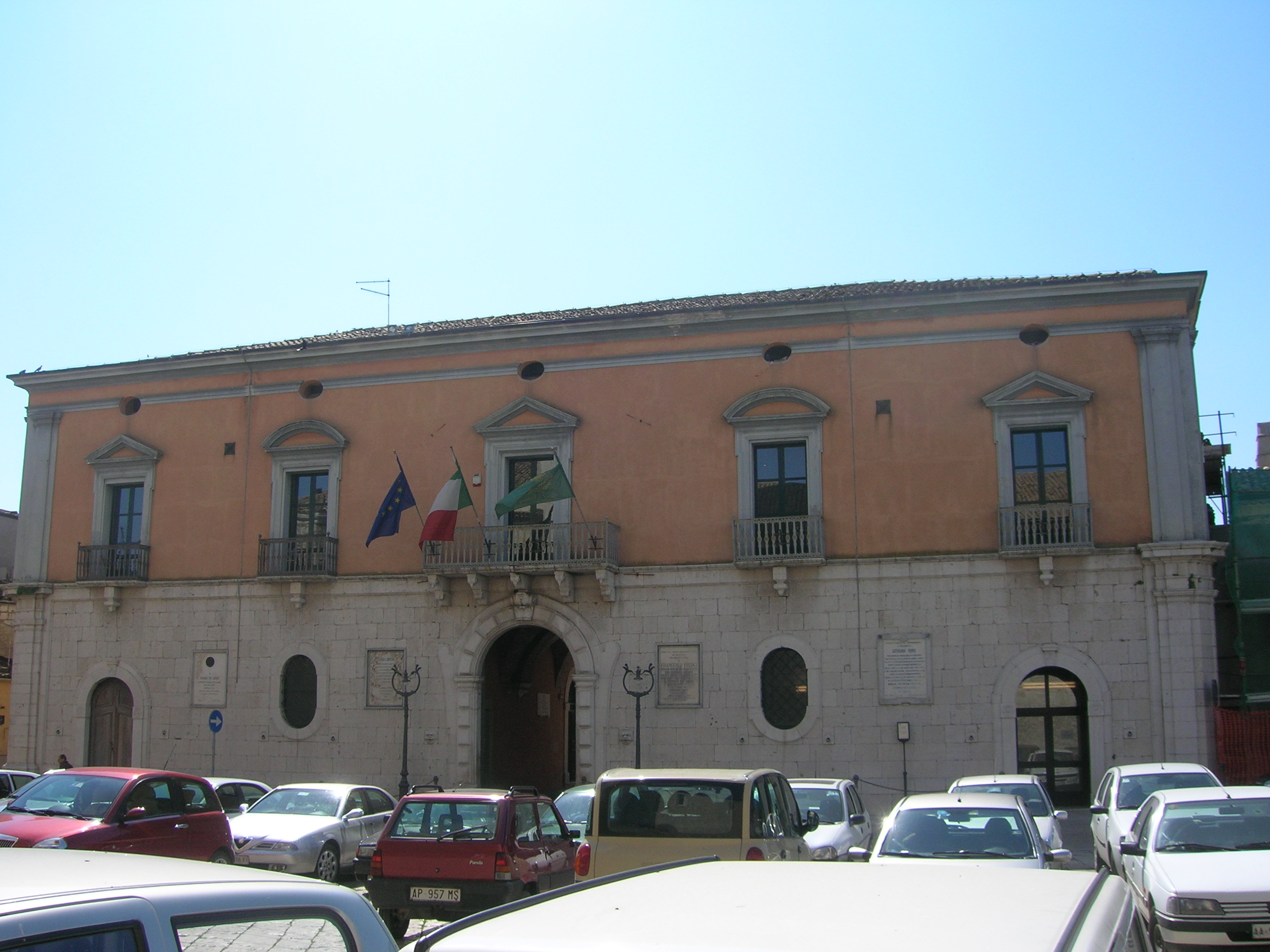
Palazzo Calvini

Costruito nel Seicento, fu, in seguito, modificato e restaurato nel settecento e nell'Ottocento. Al suo interno si trova una tavola di marmo chiamata "I Fasti Municipali", su cui sono incisi nomi di magistrati romani dal 34 al 28 a.C. Attualmente, è la sede del municipio della cittadina.

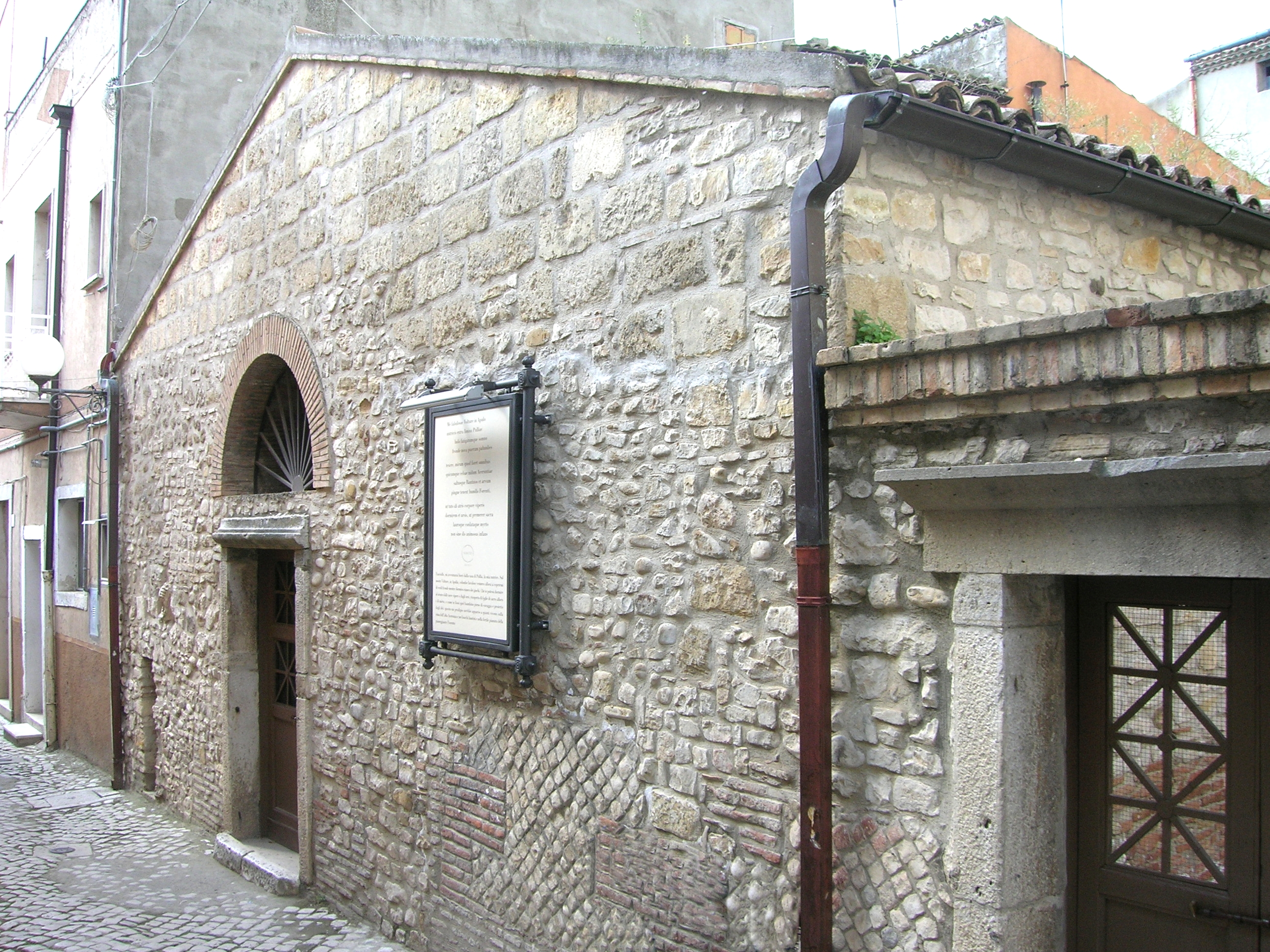
Casa di Orazio Flacco

##### CosiddettaCasa di Quinto Orazio Flacco
La cosiddetta Casa di Orazio, risalente al II secolo a.C., consta di due stanze adiacenti individuate come ambienti di un complesso termale, l'una semicircolare allestita con arredi e suppellettili di epoca romana ricostruiti con tecniche di archeologia sperimentale, l'altra rettangolare senza copertura. L'esterno, per la presenza della parete muraria in opus reticulatum e opus latericium, racchiude un suggestivo valore architettonico.

##### Altri palazzi
- Palazzo del Balì: la sua edificazione risale al XV secolo e il suo restauro fu effettuato dal Balì dei Cavalieri di Malta.
- Palazzo De Luca: eretto intorno al cinquecento e appartenuto alla nobile famiglia De Luca.
- Palazzo del Capitano: sul margine del vallone Ruscello ingloba parte delle antiche mura cittadine.
- Palazzo Rapolla: eretto nel 1514 e appartenuto alla nobile famiglia Rapolla, palazzo cinto da mura fortificate, con due portali di accesso, adiacente a piazza Orazio e alla chiesa di San Domenico. Ospitò, tra gli altri, Giuseppe Bonaparte nel 1807.
- Palazzo D'Ardes

#### Fontane

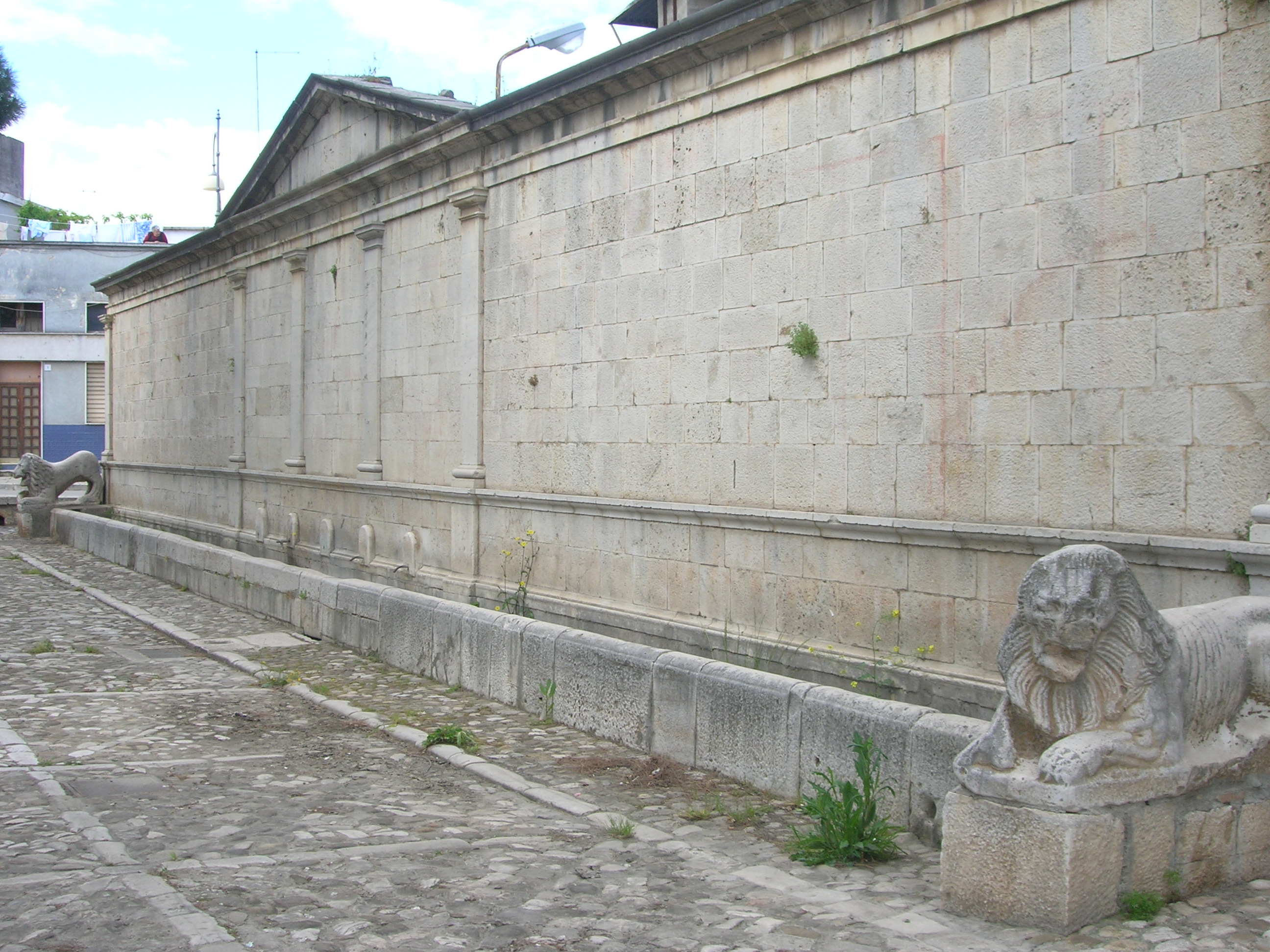
Fontana Angioina

Fu eretta nel 1298, in onore di Carlo I D'Angiò, il quale soggiornò a Venosa nel settembre 1271 e nel giugno 1272. Presenta due leoni in pietra che hanno sotto i piedi un ariete, simbolo della forza dell'Impero Romano, (vista la provenienza romana dei leoni) posti alle estremità, una parte di colonna romana posta al centro (poco distante da essa) e ventidue piuoli in pietra che separano la piazza del Castello dalla Fontana. È anche un'importante tappa per la processione, (dopo la lavanda dei piedi che si svolge in Piazza San Giovanni de Matha), dove Gesù viene tradito da Giuda Iscariota. Attualmente è di nuovo attiva, con un nuovo rubinetto.
Fontana di Messer Oto

Costruita tra il 1313 e il 1314 per rendere omaggio al sovrano Roberto d'Angiò. È sormontata da un grande leone di pietra, sottratto a una costruzione romana della città, e nella parte posteriore è corredata di una larga vasca, che a suo tempo veniva sfruttata come lavatoio pubblico.

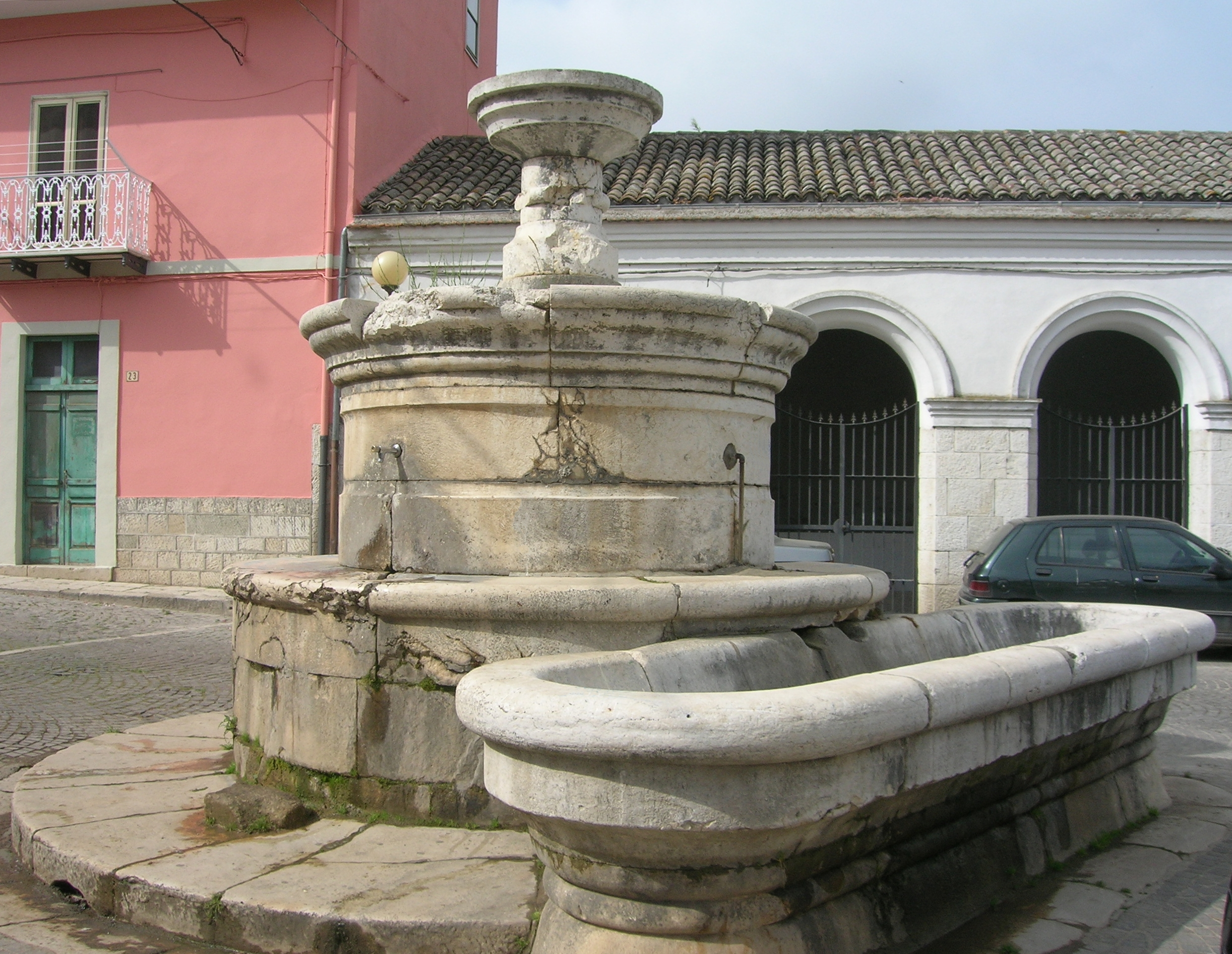
Fontana di San Marco

Risalente a fine cinquecento, prese il nome probabilmente dai leoni che sorgevano di fronte. Veniva usata per abbeverare i cavalli. A fianco, c'era un lavatoio pubblico, adesso inutilizzato. È importante per la posizione dietro la Cattedrale. Attualmente fornisce di nuovo acqua.
Altre Fontane

Venosa ha molte fontane, risalenti al periodo di Mussolini, e di recente costruzione. Quasi tutte sono attive, e sono locate nelle zone di espansione; altre nel centro storico per rifornire l'acqua durante la seconda guerra mondiale, quando questa scarseggiava, e dove non c'era ancora il sistema idrico dell'Acquedotto Pugliese. Altre, infine, sono state abbattute.

##### Masserie
Nel villaggio abbandonato di Sanzanello sono presenti le masserie rupestri di Sanzanello, dove sono stati ritrovati resti di ville di epoca romana.

### Architetture militari

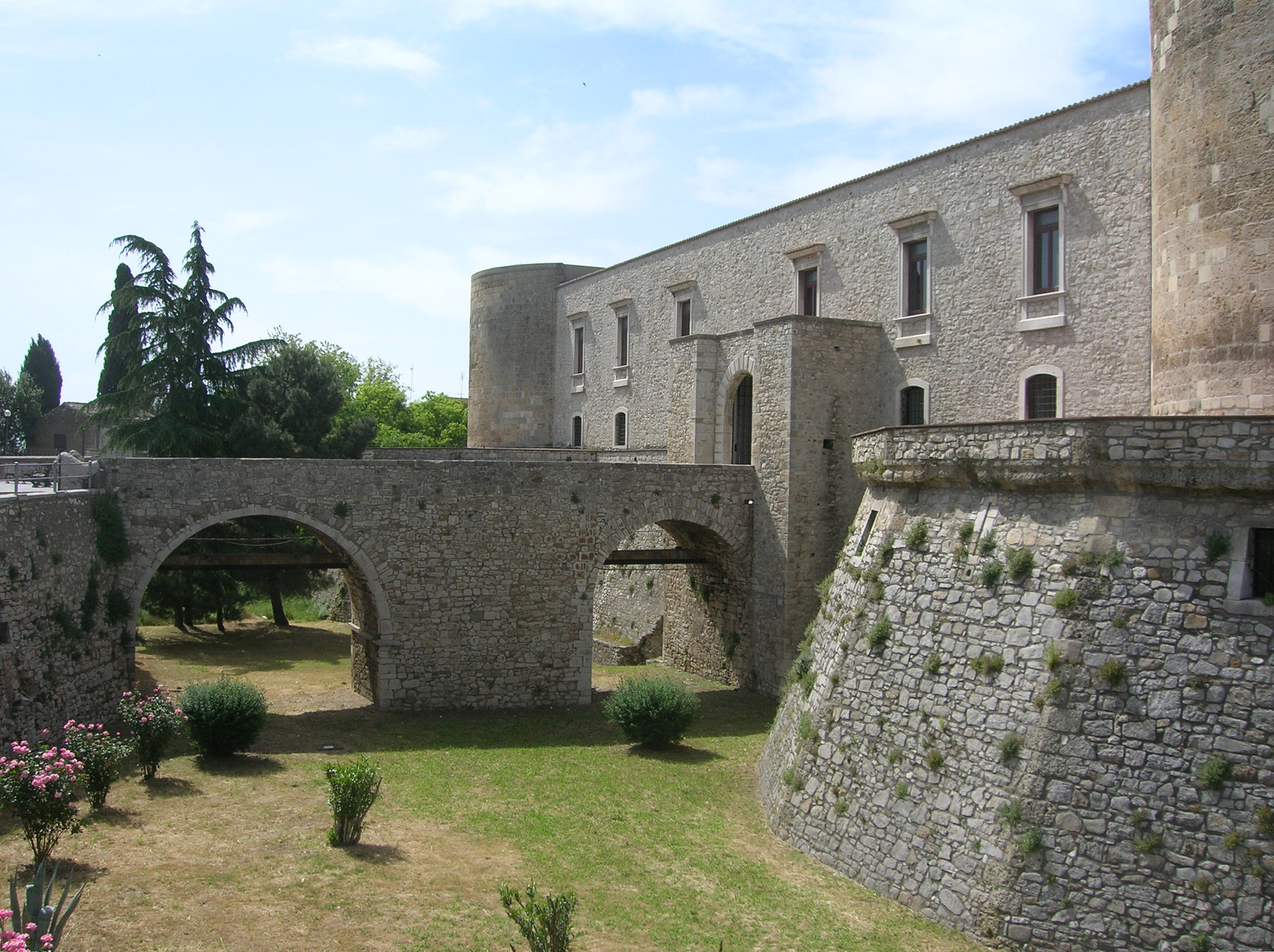
Castello Aragonese

#### Castello Aragonese
Fu costruito nel 1470 per ordine del duca Pirro del Balzo, nel punto ove sorgeva l'antica Cattedrale e, ancor prima, vi era un sistema di cisterne di età romana, i cui resti sono osservabili nel cortile del castello. Nel seicento, il castello da fortezza fu trasformato in dimora signorile da Carlo ed Emanuele Gesualdo. Ha una pianta quadrata, con torri a forma di cilindro ed è circondato da un fossato mai riempito d'acqua. Al suo interno vi sono la Biblioteca Comunale e il Museo Archeologico.

### Siti archeologici

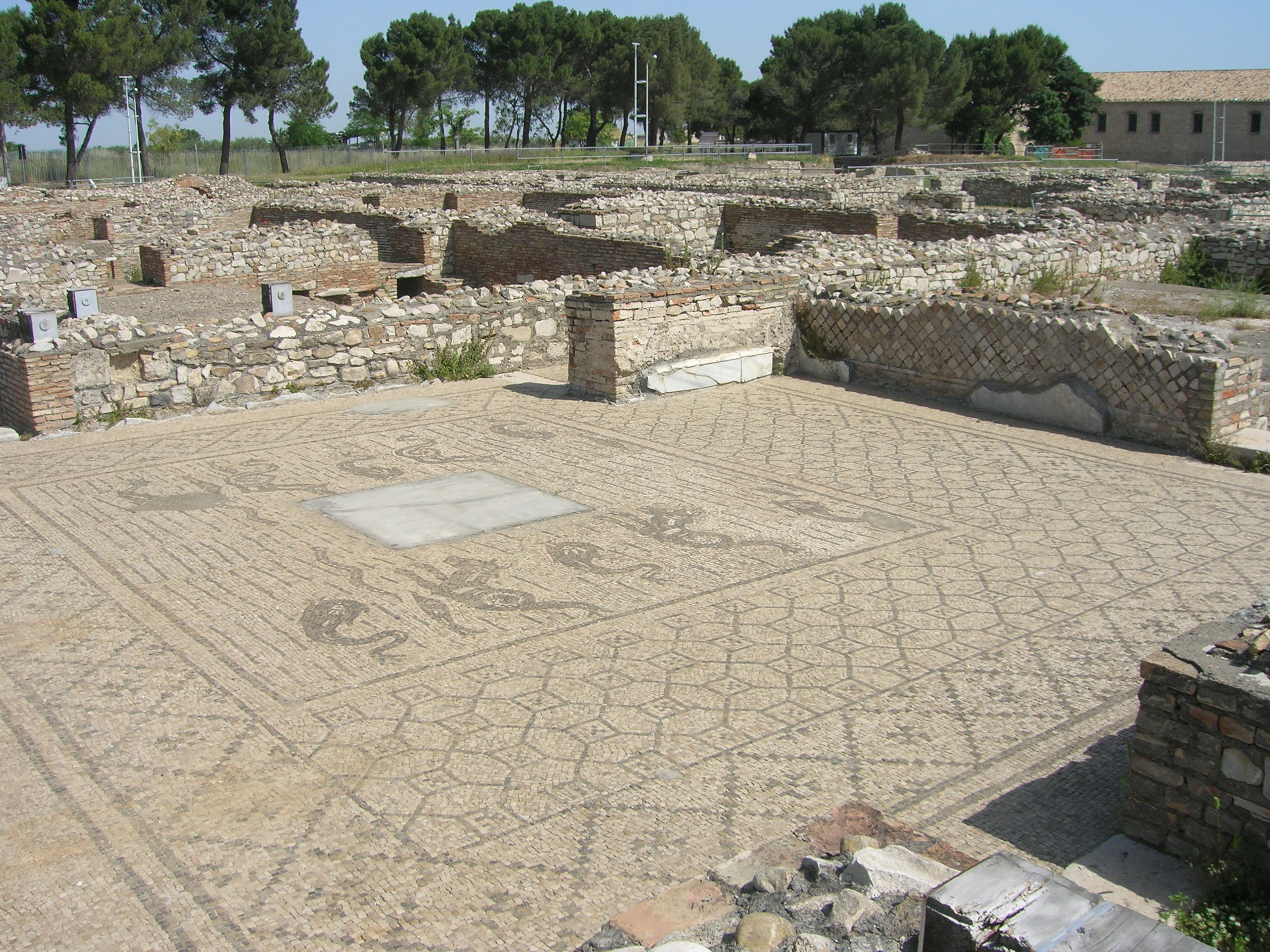
Parco Archeologico

#### Parco archeologico
Situato vicino alla Chiesa Incompiuta, conserva testimonianze comprese tra il periodo repubblicano e l'età medievale. È possibile rimirare il complesso termale, articolato in diversi ambienti come il “frigidarium”, composto da un mosaico pavimentale raffigurante animali marini e il “calidarium”, il bagno caldo con piccoli pilastri in mattone. Si prosegue per il complesso episcopale della Santissima Trinità, contenente al centro una vasca battesimale a forma esagonale, preceduta da tre piccole navate, in una delle quali è ricavata una seconda vasca battesimale cruciforme.

#### Catacombe ebraiche

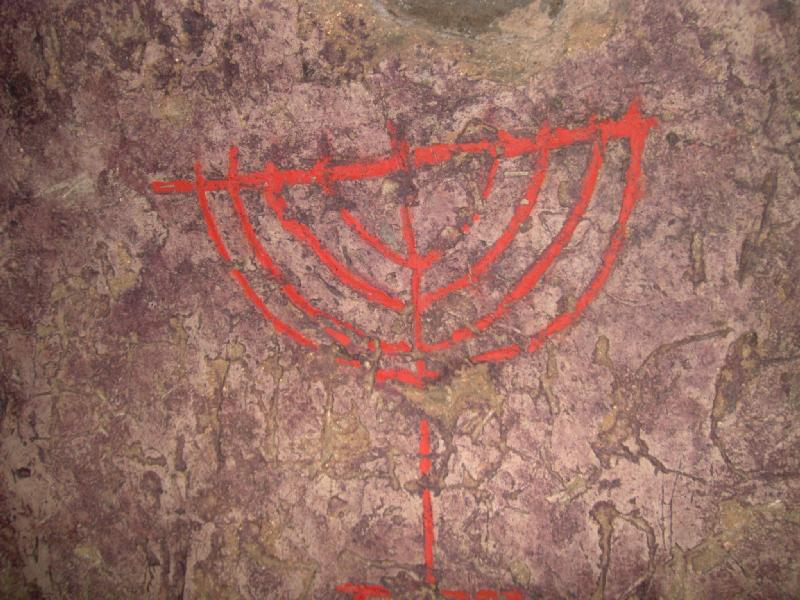
Iconografia nelle catacombe ebraiche

Le catacombe ebraiche sono situate sulla collina della Maddalena, in una zona periferica di Venosa. Datate tra il III e il VII secolo d.C. secondo la documentazione epigrafica, furono scoperte nel 1853 e divennero oggetto di studio sistematico a partire dal 1974, grazie anche all'opera di Cesare Colafemmina. Sono composte da una serie di corridoi lungo i quali si possono ammirare sepolture e iconografie ebraiche. Accanto a tali catacombe, vi è un'altra struttura che ospita quelle cristiane, costituendo una testimonianza di convivenza pacifica tra ebrei e cristiani.

#### Area archeologica di Notarchirico

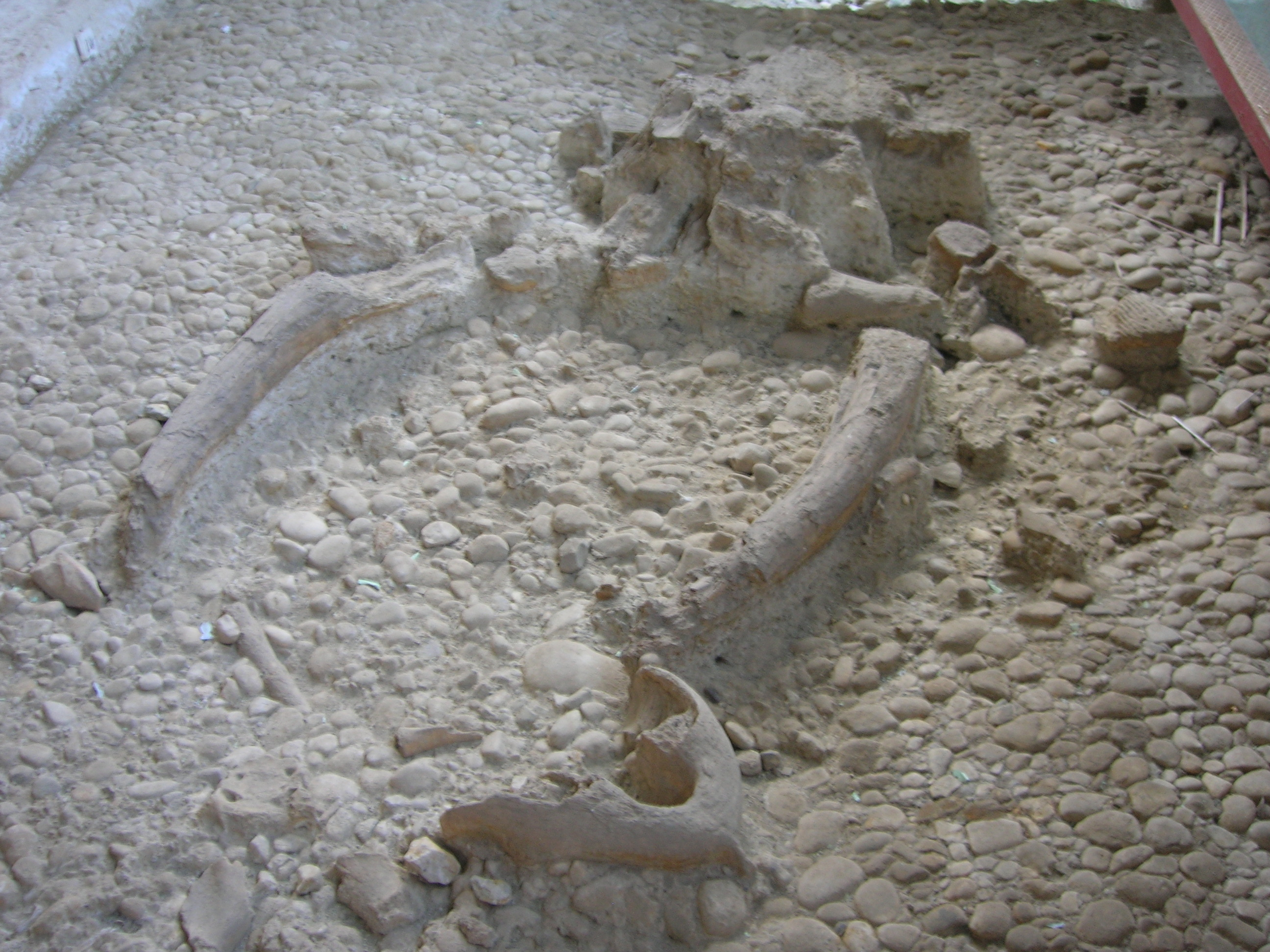
Fossile di un cranio d'elefante a Notarchirico

Scoperta nel 1979, è situata nella periferia di Venosa, è costituita da reperti risalenti all'era paleolitica (tra 600.000 e 300.000 anni fa). Si trovano resti di animali di grossa taglia come elefanti, bisonti e rinoceronti. Di tracce umane è stato scoperto un femore di femmina adulta della specie Homo Erectus. Inoltre, è stata rinvenuta una sequenza stratigrafica composta da oltre undici livelli riferibili al Paleolitico inferiore e databili tra 600.000 e 300.000 anni fa.

#### L'Anfiteatro romano

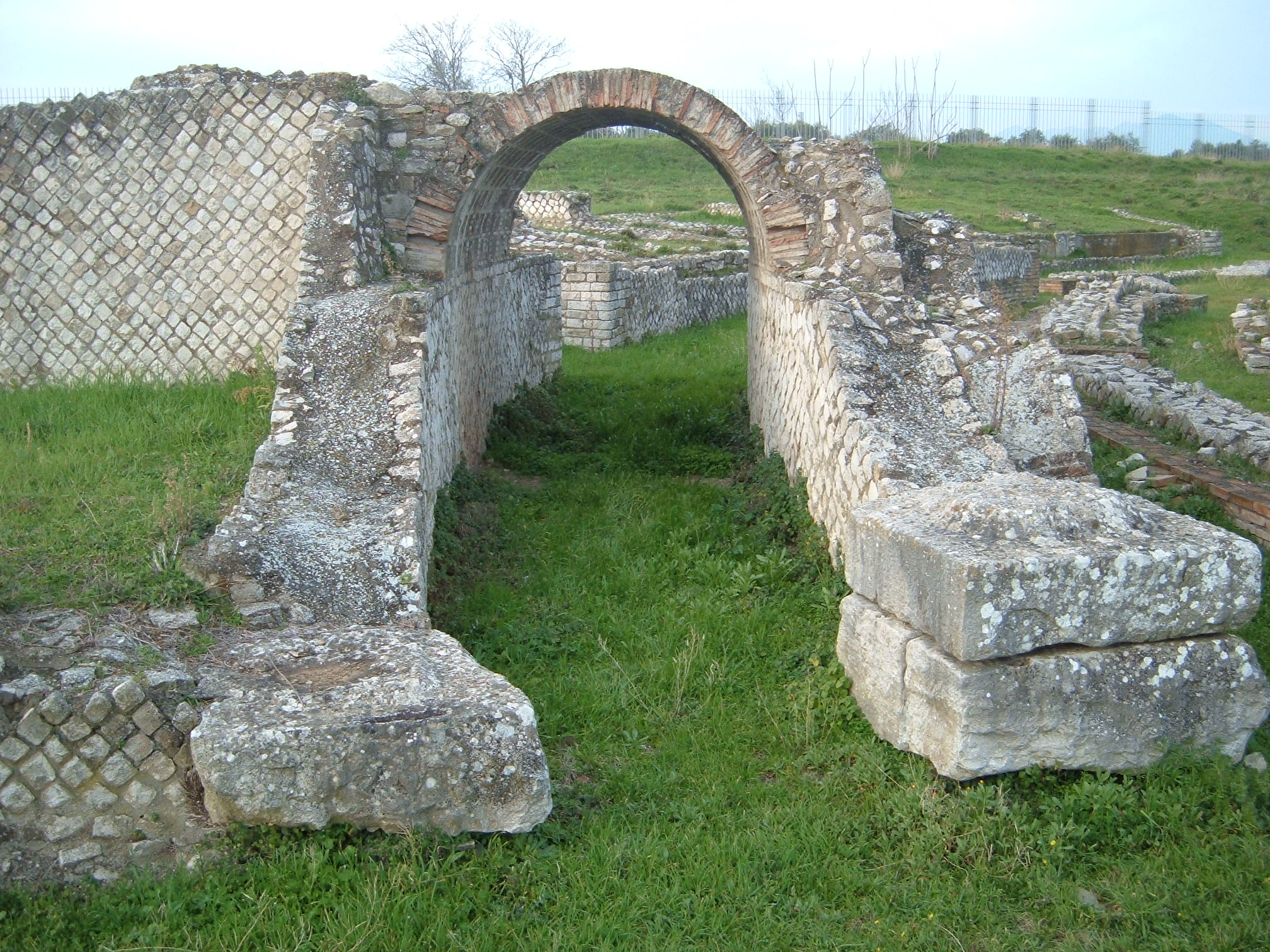
Resti dell'anfiteatro romano

Costruito tra il I e il II secolo d.C., è stato privato di molte opere e ornamenti, attualmente collocati in altri monumenti di Venosa (molti furono sfruttati per erigere la Chiesa Incompiuta). Il primo scavo fu commissionato dai Borbone nel XIX secolo, dove furono trovati una serie di bronzi, monete, terrecotte ma, per abbandono, i ruderi furono risotterrati. Solamente nel 1935 fu riportato il tutto alla luce. L'Anfiteatro romano ha una forma ellittica, su tre piani, in parte costruiti fuori terra e in parte realizzati tagliando a terrazze il terreno in cui sorge. L'asse maggiore misura 70 m mentre l'asse minore 40 m. Esaminando questi dati, si ritiene che questa struttura accogliesse a suo tempo circa diecimila spettatori. Il livello più basso è quello dell'arena, ove si trova la terrazza del "podio" per i personaggi importanti. Vi sono altri due livelli, sostenuti da tre ambulacri concentrici: il primo livello detto "ima cavea", il secondo "media cavea" e il terzo "summa cavea".

## Società

### Evoluzione demografica
Abitanti censiti

- I primi grandi insediamenti si hanno nel periodo romano, dove nel 291 a.C. (anno della nascita di Venosa sotto l'Impero Romano), la città contava 20.000 persone. Con il passare del tempo, con la peste, carestie e malattie varie la popolazione diminuì, ma rimase sempre una delle più alte della zona. Nel 1861 (anno dell'Unità d'Italia), Venosa contava poco più di 7.000 persone. Nel 1951 (anno del censimento in cui Venosa ebbe più persone) raggiunse 13.427 abitanti. Due decenni dopo, scese a 11.242, per poi aumentare nuovamente negli ultimi anni fino 12.231.[2]

### Etnie e minoranze straniere
Gli stranieri regolari sono 389 (160 maschi e 209 femmine) pari al 3,21% della popolazione venosina. Le principali comunità rappresentate sono le seguenti:
| Nazione  | Stranieri regolari | Sul totale degli immigrati | Sulla popolazione residente |
| -------- | ------------------ | -------------------------- | --------------------------- |
| Romania  | 130                | 35,81%                     | 1,06%                       |
| Albania  | 65                 | 17,90%                     | 0,53%                       |
| Marocco  | 60                 | 16,52%                     | 0,49%                       |
| Bulgaria | 34                 | 9,36%                      | 0,27%                       |
| Ucraina  | 22                 | 6,06%                      | 0,17%                       |
| Brasile  | 3                  | 1,30%                      | 0,03%                       |
| Altre    | 49                 | 13,01%                     | 0,41%                       |
|          | 361                | 100,00%                    | 2,96%                       |

### Lingue e dialetti
La parlata locale ha diversi tratti in comune con i dialetti del nord della Puglia, sebbene mantenga delle proprie peculiarità. Una rilevante caratteristica è la pronuncia indistinta delle vocali finali e, spesso, anche di quelle interne. La vocale i accentata viene pronunciata con un suono indistinto tra e e i, ad esempio viulèine (violino), mentre la o, in molte parole, viene emessa con il suono di una u aperta, ad esempio monn (mondo). Come molti dialetti meridionali, la lenizione è una delle peculiarità fonologiche del dialetto venosino, che trasforma la c in g (en gaméine = in cammino), la p in b (cambàne = campana) e la t in d (fundàne = fontana).
In molti vocaboli la d viene sostituita dalla r, come Runàte (Donato), la l dalla u, se seguita dalla c palatale, vedi sauzéizze (salsiccia), e la geminata ll in dd, cangìdde (cancello). Il dialetto locale comprende vari termini di origine latina come cràie (domani), che deriva dalla parola latina cras; accattà (comprare) da adcaptare; abbusckà (guadagnare) da buscar. Altri derivano dalla lingua greca come attàne (padre) da attà o làghene (tipo di tagliatella larga e corta) da làganon, in greco pasta a sfoglia, mentre altri ancora provengono dalla lingua francese come a ccère (di fronte), dal termine antico chiere.
Tipici detti e proverbi:
- «L'acque scorre addù stàie pendenze» (L'acqua scorre dove si trova il pendio). È un incoraggiamento a darsi da fare per rendere favorevole il flusso degli eventi.
- «L'acque de la ‘mmìrie» (L'acqua dell'invidia). Era, per il contadino, l'acqua che pioveva sul campo del vicino e non sul proprio, generando quindi una sensazione di gelosia. Indicherebbe, quindi, l'invidia che si prova quando la fortuna premia gli altri, lasciando a noi l'amaro della delusione.
- «L'acque trovele nnanze e l'acque chiere apprisse» (L'acqua torbida avanti e l'acqua pulita appresso).

### Tradizione e folclore
- Festa della Santissima Trinità - una delle feste religiose più rappresentative del posto che si svolge presso la chiesa della Santissima Trinità. Anni prima era più folkloristica e sono spariti alcuni elementi tradizionali che la distinguevano. Attualmente si può raggiungere con estrema facilità tramite i mezzi di trasporto ma in tempi remoti vi si giungeva con carri che partivano la notte precedente o giorni prima e si fermavano a campeggiare sul piazzale antistante dell'Abbazia accendendo i falò. Ad arricchire lo scenario della festa erano i "castagnari" con le loro bancarelle di frutta secca.
- Festa patronale di San Rocco - Anche se il principale patrono di Venosa è San Felice di Thibiuca (o Felice di Thibiuca, 247-303), la devozione popolare ha eletto a coprotettore San Rocco la cui festa si celebra il 16 agosto. Anche questa festa, anni fa, aveva un tono più tradizionale e dalla chiesa partiva la processione che attraversava tutte le vie del comune e terminava con i fuochi d'artificio. Da segnalare anche la partecipazione di una orchestra lirico-sinfonica (presente tuttora) che allietava il giorno di giubilo.
- Madonna Delle Grazie - In passato veniva celebrata durante la prima domenica di maggio, attualmente nella prima domenica di luglio. In quella domenica si consumava un pasto a base di pollo e si dedicava alla Madonna delle Grazie una novena a partire dalla sera del 30 aprile per 9 giorni di seguito, in coincidenza con l'inizio del mese Mariano con processione per le strade della cittadina. Attualmente risulta un po' diversa, poiché con il Concilio Vaticano II, le feste popolari religiose sono state in parte soppresse o limitate alla sola zona di appartenenza alla parrocchia.

### Rifiuti
A Venosa è presente una discarica per rifiuti solidi urbani, locata in Notarchirico, che viene utilizzata da circa 25 comuni dell'area nord della Basilicata. Per quanto riguarda la raccolta differenziata, Venosa nel 2009 ha raggiunto il 12,121%.

## Cultura
Venosa è uno dei comuni iscritti all'associazione "I borghi più belli d'Italia".

### Istruzione

#### Biblioteche
È presente anche una biblioteca comunale, situata nel Castello.

#### Scuole
Sono presenti numerose scuole, da asili a scuole secondarie di secondo grado, usate da tutta la zona del Melfese. Numerose sono le scuole dell'infanzia come anche gli asili nido, privati e pubblici. Ci sono due scuole primarie, Luigi la Vista e San Giovanni XXIII, situate rispettivamente in via Roma e Piazza de Bernardi. Nella prima si formano tra un minimo di una classe e un massimo di tre, mentre per la seconda fra tre e cinque classi, con una media tra sei e otto classi per entrambe. La scuola La Vista, è a tempo pieno, e si effettua la mensa, mentre la scuola San Giovanni XXIII, è a tempo ridotto ed è la più antica della città, essendo stata costruita durante il governo di Mussolini, infatti è presente una 'M' sul tetto. Recentemente è stata ristrutturata e adeguata alle nuove norme. Due sono anche le scuole secondarie di secondo grado, Giovanni Battista De Luca, situata in Via Appia, e la scuola Don Bosco, in Via Melfi. Da qualche anno sono unite sotto la sede di Via Appia. Questa è stata costruita intorno agli anni sessanta.Nel corso degli anni ci sono stati diversi spostamenti. Nel 2011, sono state unite la scuole primarie, medie e alcune dell'infanzia in un Istituto Comprensivo. Infine ci sono numerose scuole secondarie di secondo grado, quella più recente è il Liceo Scientifico, ottenuto con delle firme da parte dei cittadini. Le lezioni si svolgono nel Liceo Classico Quinto Orazio Flacco e il liceo musicale che è attivo dal 2015. Presenti anche una Ragioneria, scuola Professionale, scuola Geometra, il Biotecnologico (tutte e quattro nello stesso edificio) e l'IPSIA.

#### Musei

##### Museo archeologico
Inaugurato nel 1991 e ubicato nel Castello Aragonese, il museo archeologico contiene svariati reperti di diverse civiltà ed epoche storiche. Si apre con una sezione dedicata alla preistoria, ove sono custodite testimonianze che vanno dal Paleolitico inferiore all'età del Bronzo. Contiene altre cinque sezioni, che vanno dalla fase preromana al periodo normanno. Tra i reperti più distintivi sono da citare la Testa di Diadumeno (appartenente a una statua perduta, nonché una copia di Diadumeno di Policleto); un frammento della Tabula Bantina, lastra in bronzo con testi legislativi scritti in osco e un askos (vaso schiacciato di origine greca) a decorazione policroma rinvenuto a Lavello.
Museo del territorio
Allestito nella Foresteria dell'Abbazia del Santissima Trinità, raccoglie materiale prezioso per lo studio e la conoscenza del territorio di Venosa. Oltre a reperti lapidei appartenenti all'antica Abbazia e a un plastico che riproduce l'intero complesso abbaziale, espone i risultati di una lunga e articolata ricerca condotta dalla Soprintendenza per i Beni Architettonici e Paesaggistici della Basilicata con la collaborazione dell'Archivio di Stato di Potenza.

### Cinema
Venosa è stata scelta come ambientazione dei film:
- Gesualdo – Morte per cinque voci di Werner Herzog (1995)[31]
- Vultour, Le tracce del sacro-territorio e identità di Fulvio Wetzl (2008)[32]
- Il generale dei briganti di Paolo Poeti (2012)[33]
- Wine to love di Domenico Fortunato (2018)[34]
- Moschettieri del re - La penultima missione di Giovanni Veronesi (2018)[35]

### Cucina
Venosa, assieme ad altri comuni del Vulture-Melfese come Genzano di Lucania, Barile, Melfi, Rionero, Acerenza, Ripacandida e Rapolla, produce l'Aglianico del Vulture, vino di pregiata qualità che ha ricevuto il marchio DOC il 18 febbraio 1971 ed è considerato uno dei migliori vini rossi italiani. Il vitigno fu portato in Italia dai coloni greci e i Romani lo sfruttarono per produrre il vino Falerno. Venosa ha anche ospitato diverse edizioni dell'Aglianica, manifestazione vinicola a livello nazionale che promuove il prodotto locale (altri comuni ove si tiene l'evento sono Rionero, Barile e Melfi). Rinomato è anche l'olio extravergine, prodotto anch'esso in altre zone del Vulture, il quale si fregia del marchio DOP per decreto ministeriale del 25 marzo 2005. Venosa ha anche dei piatti tipici:
- Lagane e Ceci - le lagane sono un tipo di tagliatelle a base di farina di grano duro già conosciute ai tempi dell'Antica Roma. Si ottengono da una sfoglia circolare, arrotolata su sé stessa e tagliata a listarelle con un diametro di circa un centimetro. Vengono preparate con ceci, olio d'oliva, pomodori pelati, basilico, aglio, sale e pepe.
- Past' e tar' cucòzz - penne condite con i talli di zucca, pomodori pelati, aglio, prezzemolo, olio d'oliva e sale.

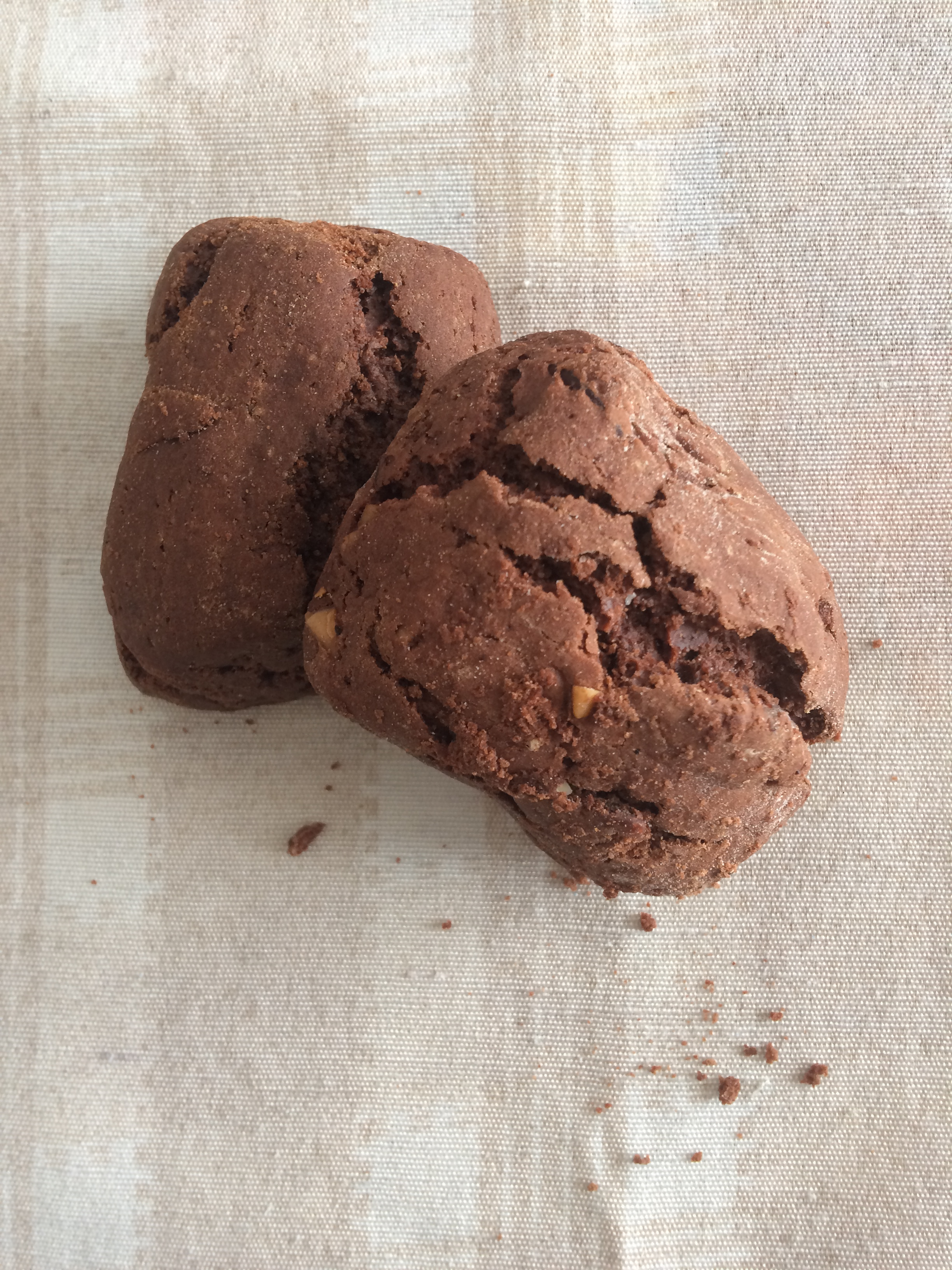
Pizzicannelli

- Strascinati con lu 'ntruppc - tipo di pasta fatta in casa, definita con lu 'ntruppc (intoppo) proprio per il gradevole intoppo per lingua e palato. Gli strascinati vengono preparati con un sugo composto da pezzi di carne mista come maiale, vitello e salsiccia, in aggiunta di cipolla, pecorino, olio di oliva e sale. Questo sugo, che in genere viene preparato durante grandi occasioni di festa, era anche detto della "mamma", per la cura che ella dedicava nel cuocerlo sin dalle prime ore del mattino.
- U cutturidd - carne di pecora (o agnello) tagliata a pezzi grossi, condita con pomodori piccoli e maturi, peperoncino piccante, patate e cipolle tagliate, aglio, lardo, prezzemolo, olio d'oliva e sale. Tutti gli ingredienti, in aggiunta di acqua, vengono messi a cuocere in un tegame di terracotta a fuoco lento. Un piatto simile è anche di tradizione ad Altamura e Tricarico.
- Lampascioni fritti - piccoli bulbi selvatici fritti con olio d'oliva e condite con aglio, peperoncino piccante e sale.
- Pizzicannelli - dolcetti di colore scuro, fatti con cacao, cannella, mandorle (sgusciate, abbrustolite e macinate), buccia di limone grattugiata, caffè e zucchero.
- Raffaiuoli - altri dolcetti di colore bianco ricoperti di una glassa fatta con uovo e zucchero.

### Eventi
- Certamen horatianum, è una gara di traduzione e commento storico-letterario delle opere di Orazio, che si tiene ogni anno nella sede del Liceo Classico Statale "Q. Orazio Flacco". Nata nel 1986, la manifestazione, inizialmente a livello regionale, ha raggiunto, gradualmente, un riconoscimento nazionale nel 1992 e possono parteciparvi anche allievi di altre scuole europee a indirizzo classico.

## Economia

### Agricoltura
Importante per l'economia locale è la presenza di numerosi ed estesi vigneti e quindi la produzione del noto vino Aglianico del Vulture.

### Artigianato
Tra le attività più tradizionali e rinomate vi sono quelle artigianali, legate alla cultura contadina e pastorale. Queste attività, ben lungi dallo scomparire stanno invece rifiorendo, e si distinguono per la lavorazione della paglia e vimini, oltreché per l'arte della ceramica, della porcellana e della terracotta.

## Infrastrutture e trasporti

### Ferrovie
La città di Venosa aveva una propria stazione ferroviaria, sulla linea Rocchetta Sant'Antonio-Gioia del Colle.

## Amministrazione
| Nº | Nº | Ritratto | Nome                         | Mandato        | Mandato        | Partito                 |
| Nº | Nº | Ritratto | Nome                         | Inizio         | Fine           | Partito                 |
| -- | -- | -------- | ---------------------------- | -------------- | -------------- | ----------------------- |
| 1  |    |          | Donato Bellasalma            | 24 aprile 1995 | 14 giugno 1999 | PDS                     |
| 2  |    |          | Bruno Tamburriello           | 14 giugno 1999 | 13 giugno 2004 | FI                      |
| 3  |    |          | Carmine Miranda Castelgrande | 14 giugno 2004 | 8 giugno 2009  | L'Unione ∕ PD           |
| 4  |    |          | Bruno Tamburriello           | 8 giugno 2009  | 22 agosto 2013 | Pdl                     |
| -  |    |          | Rosa Correale                | 22 agosto 2013 | 25 maggio 2014 | Commissario prefettizio |
| 5  |    |          | Tommaso Gammone              | 25 maggio 2014 | 26 maggio 2019 | PD                      |
| 6  |    |          | Marianna Iovanni             | 26 maggio 2019 | 9 giugno 2024  | M5S                     |
| 7  |    |          | Francesco Mollica            | 9 giugno 2024  | in carica      | Azione                  |

### Gemellaggi
- Tortolì, dal 2008[39][collegamento interrotto]
- Bernalda, dal 2010[40][fonte evasiva]
- Cetraro, dal 2010[41][collegamento interrotto]
- Gesualdo, dal 2015[senza fonte]
- Borgo Virgilio, dal 2023[senza fonte]

## Sport
Le attività sportive più rappresentative del comune di Venosa sono il calcio e la pallavolo. L'AC Horatiana Venosa è una squadra di calcio fondata nel 1989, retrocessa nell'Eccellenza regionale al termine del Campionato di Serie D 2007-2008 e fallita lo stesso anno. Dal 2017 il Venosa milita in Promozione. Disputa le gare interne allo stadio Michele Lorusso. Esisteva anche, fino al 2017, il Venusia Calcio che militava in Seconda Categoria.
Per il calcio a 5 vi sono le associazioni sportive dilettantistiche Essedisport Venosa e Flacco Venosa.
La prima, fondata nel 2009 come società di futsal e di podisti, milita in C1 da sei anni dopo aver vinto una Coppa Batta C2, un campionato di C2, un campionato juniores (unica squadra lucana a disputare le final-eight nazionali), una coppa fair play serie D e una allievi. Gioca le proprie gare casalinghe al PalaEssedi. Annualmente organizza tornei, campi estivi e una maratona cittadina.
La seconda, fondata nei primi anni 2000, milita da sempre in C2 e fu la prima del Vulture-Melfese ad avere una sezione giovanile. Ha una squadra femminile che ha disputato varie volte i play-off per la serie A. Disputa le proprie partite al PalaFlacco (la palestra del liceo Q. Orazio Flacco). È inoltre molto attiva nel sociale e collabora con Emergency.
In passato esistevano altre squadre di calcio a 5 come: A.S.D. D.E.B.AL Sport, che dal 2007 organizzava il torneo federale "Champions a 5", il "Sacro Cuore", il "Tulipano Venosa", il Venosa Calcio a 5 e la Masve calcio a 5, mai andate oltre alla serie C2.
Per quanto riguarda la pallavolo, a Venosa sono presenti tre società sportive: ASD Venosa Volley, Pallandia Volley Venosa e ASD Pallavolo Venosa.
Il tennis è rappresentato dalla società Circolo Tennis Venosa.

### Impianti sportivi
A Venosa è presente lo stadio comunale "Michele Lorusso", ubicato accanto alla via Appia e dotato di un campo di erba sintetica, con capienza totale di 1.300 posti a sedere, ove 800 sono nella tribuna coperta e 500 negli spalti scoperti.
Inoltre sono presenti altri impianti sportivi: una pista di atletica leggera (dove sono stati realizzati due primati nazionali), il palazzetto dello sport polifunzionale "PalaEssedi" e il crossodromo Carpe Diem.